# Aníbal Carvallo
Joseph Aníbal Carvallo Torres (Lota, 10 maggio 1989) è un ex calciatore cileno, di ruolo centrocampista.